# De Nieuwe Grond
De Nieuwe Grond är Surinams näst största stad.
De Nieuwe Grond hade en folkmängd på 20 219 år 2004.